# Murrayonida
Murrayonida (лат.) — отряд морских губок из подкласса кальцинейных класса известковых. Murrayonida отличаются от остальных кальцинейных губок наличием укрепленной скелетной системы и наружной корки, выстилающей лейконоидные водоносные трубки и корпус губки. 

## Классификация
На январь 2018 года в отряд включают 3 семейства и 4 вида:
- Семейство Lelapiellidae Borojevic, Boury-Esnault & Vacelet, 1990
  - Род Lelapiella Vacelet, 1977
    - Lelapiella incrustans Vacelet, 1977
    - Lelapiella sphaerulifera Vacelet, 1977
- Семейство Murrayonidae Dendy & Row, 1913
  - Род Murrayona Kirkpatrick, 1910
    - Murrayona phanolepis Kirkpatrick, 1910
- Семейство Paramurrayonidae Vacelet, 1967
  - Род Paramurrayona Vacelet, 1967
    - Paramurrayona corticata Vacelet, 1967